# Grand-bailliage (Wurtemberg)
Un grand-bailliage (Oberamt en allemand) a été l'appellation traditionnelle d'une unité administrative du royaume de Wurtemberg. Il a eu persistance jusqu'à 1938. En 1934, on a remplacé l'appellation grand-bailliage par arrondissement (Kreis en allemand). Quelques années après, on a désorganisé beaucoup des arrondissements en 1938. On les a résumé à grands arrondissements ou catégorisé à autres arrondissements.